# Gustav Hofer (Journalist)

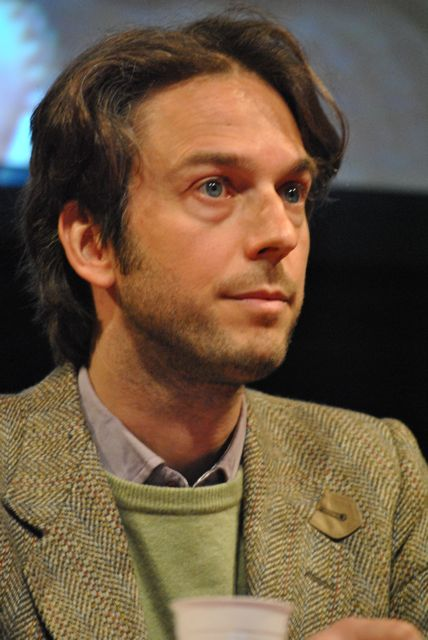
Gustav Hofer (2012)

Gustav Hofer (* 9. Mai 1976 in Sarnthein, Südtirol, Italien) ist Journalist und Dokumentarfilmer. Bekannt ist er vor allem für seine Tätigkeit bei ARTE. 

## Leben
Nach einem Publizistikstudium in Wien folgte ein einjähriges Filmstudium in London, wo er während seiner Studienzeit als freier Journalist für verschiedene Medien arbeitete (BBC London, n-tv Berlin, ZDF). Für seine Diplomarbeit zog es ihn 1999 nach Rom, wo er seither lebt.
Seit 2000 ist er freier Mitarbeiter bei ARTE. Dort moderierte er u. a. das Fernsehformat arte Kultur. Gleichzeitig realisierte er diverse Dokumentarfilme, so beispielsweise Korea Prioritaria (2002), Il Sangue del Impero (2004) und Men for all Seasons (2005). Zugleich ist Hofer seit 2001 Italien-Korrespondent des Senders.
Gemeinsam mit seinem Lebenspartner, dem Journalisten Luca Ragazzi, dreht Hofer autobiographische Dokumentarfilme: Schwulsein auf Italienisch (Improvvisamente l’inverno scorso), ein Film über das Leben als homosexuelles Paar in Rom, feierte 2008 auf der 58. Berlinale Weltpremiere. 2011 folgte der Doku-Roadmovie Italy: Love it, or Leave it und 2014 What is Left?, in dem sich die beiden mit der Situation der italienischen Linken beschäftigen. 2018 entstand Hofers und Ragazzis gemeinsames Werk Dicktatorship – Machos made in Italy. 